# Ritterbrunnen

Ausschnitt aus dem „Plan der Stadt Braunschweig“ von Albrecht Heinrich Carl Conradi von um 1755. Zu sehen sind u. a.: (v. l. n. r.) „auf dem Schilde“ (heute Ackerhof), „A“ (= Grauer Hof), „der Bohlweg“, „graue Hoffs Garten“ (= Schlosspark), „Der Ritter=Brunen“ und „der Steinweg“.

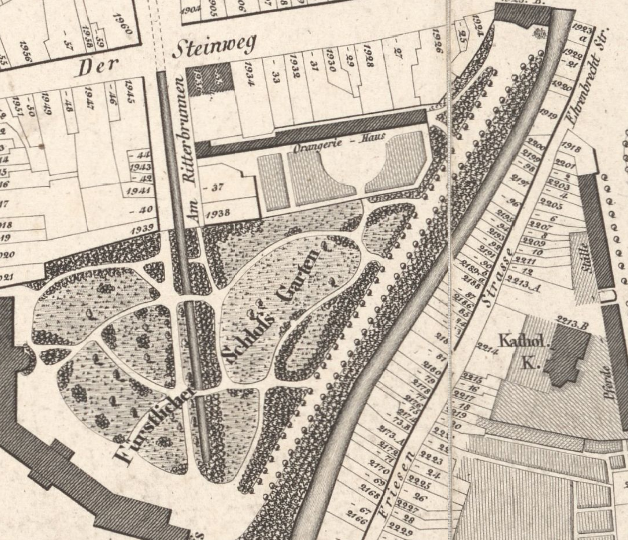
Karte von 1829: Schlosspark mit nördlich davon: „Am Ritterbrunnen“ und Steinweg.

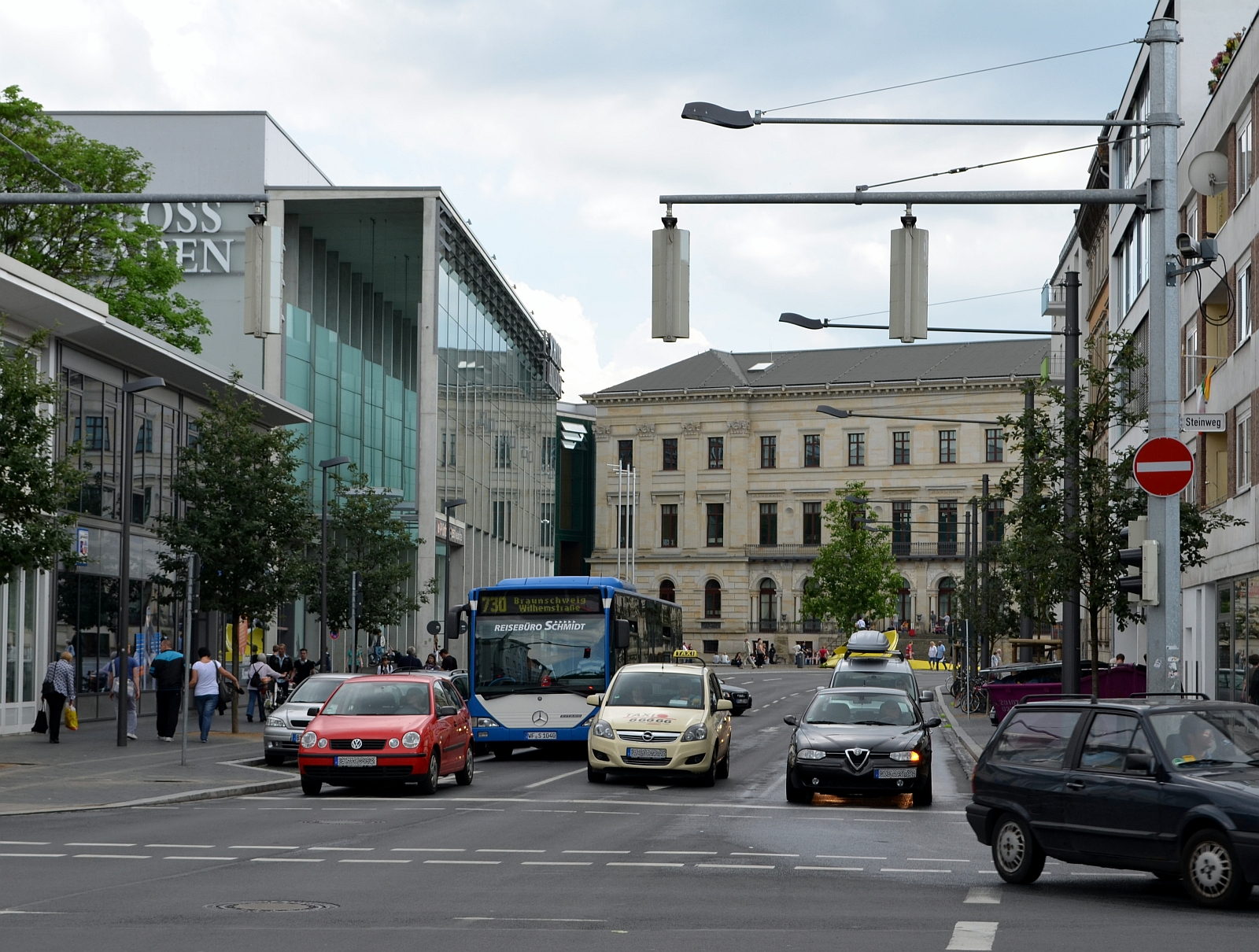
Blickrichtung Süden von der Kreuzung Steinweg Richtung Schloss-Arkaden bzw. Schloss.

Der Ritterbrunnen ist eine kurze Straße in der Innenstadt von Braunschweig, im historischen Weichbild Hagen.

## Geschichte
Urkundlich belegt ist ein „Ridderborn“ im östlichen Innenstadtbereich, noch innerhalb des Okerrings, für das Jahr 1328. In einem Dokument heißt es: „twe huse de liggen bi dem ridderbornen“ (zwei Häuser, die am Ritterbrunnen liegen). Die Benennung leitet sich einerseits von „Ridder“ für Ritter und andererseits von dem alten Wort „Born“ für Brunnen ab. Der „Born“ war ein kleiner Nebenarm der Oker, der eventuell vom Klint im nahegelegenen Magni-Viertel kommend hier entlang an den Ritterhöfen am Bohlweg vorbei Richtung Norden floss. Da dieses Gewässer an den Höfen der dort ansässigen Ritterschaft (Tempelritter, später Johanniter und Angehörige des Matthäus-Kalands) vorbeifloss, wurde er „Ritterborn“ genannt. Diese Benennung ging später auf die dort angelegte kurze Straße über.
In diesem Bereich lag auch der „kamphof“, ein Areal, das den zwischen dem Bohlweg und der Burg Dankwarderode lebenden Rittern wohl für Kampfspiele und Waffenübungen diente. 1412 wird ein Haus „vor dem kamphove by dem rydderborne“ erwähnt. Ebenfalls soll sich nach Meier auf dem Gebiet des (2005 beseitigten) Schlossparks noch im 18. Jahrhundert eine Kapelle St. Thomae und St. Stephani befunden haben. Diese wird auch in Hermann Botes um 1514 erschienen Schichtbuch (über die Braunschweiger Schichten) beschrieben: „de grawe hoff … dar is eyn kapelle gewiget in de ere sunte Tomas des apostels unde sunte steffens“ (der Graue Hof … da befindet sich eine Kapelle zu Ehren des Apostels Thomas und des Heiligen Stefan).
Bis Anfang der 1960er Jahre war der Ritterbrunnen lediglich ein kurzes, gerades Verbindungsstück zwischen dem Schlosspark an dessen Südende und dem Steinweg, der den Ritterbrunnen an dessen Nordende im rechten Winkel von Ost nach West schneidet. Im Norden schloss sich früher die Straße „[Am] Steingraben“ (heute Wilhelmstraße genannt) an, durch die der Wasserlauf weiter floss. Schließlich gelangte das Wasser in den Wendengraben und ergoss sich wenig unterhalb des Nickelnkulk dann in einen der Hauptarme der die Stadt seit dem Mittelalter durch- und umfließenden Oker.

### Zerstörung
Ebenso wie große Teile der unmittelbaren Umgebung, wie z. B. die Straßenzüge Steinweg und nördlich davon der Bohlweg, wurde auch der Ritterbrunnen während des Zweiten Weltkrieges durch Bombenangriffe, insbesondere den vom 15. Oktober 1944, großflächig zerstört.
Eines der dort vernichteten Gebäude war das zwischen 1662 und 1689 errichtete dreigeschossige Fachwerkhaus Ritterbrunnen 3 (Assekuranznummer 1186). Laut der dort angebrachten Inschrift: „SIT VITA HAEC MISERA • EST CUIVIS MEDICINA DOLORI / VOX UNA : HANC DOCTUS NON MISER ESSE POTEST / BRANDANUS ABBAS RIDDAGSHUSANUS HASCE“ (Mag dieses Leben elend sein, es gibt als Heilmittel jedes Schmerzes ein einziges Wort: Wer es kennt, kann nicht elend sein. Der Riddagshäuser Abt Brandanus hat diese (Gebäude gemacht?)) wurde es von Brandanus Daetrius, von 1662 bis 1688 Abt des Klosters Riddagshausen, erbaut.

### Umgestaltung und Wiederaufbau
Da die Bebauung des Ritterbrunnens, ähnlich wie andere große Innenstadtbereiche, aus Fachwerkhäusern bestand, wurden Trümmer und Ruinen nach Kriegsende in der Regel abgetragen und noch stehende oder beschädigte Gebäude im Zuge des Wiederaufbaus und der ab Ende der 1950er postulierten „autogerechten Stadt“ ebenfalls großzügig abgerissen.
Ab Ende der 1940er Jahre gab es in Braunschweig die Künstlerkneipe Der Strohhalm. Von 1955 bis zum Abriss des Gebäudes und damit Schließung des Lokals im Jahre 2009, befand sich der Strohhalm im Haus Ritterbrunnen 1. Bekannte Gäste waren u. a.: Hansjörg Felmy, Gustav Knuth, Vera Tschechowa, Hildegard Knef, Cornelia Froboess, Claus Peymann, Peter Lufft, Heinrich Heidersberger und Elias Canetti.
Anfang der 1960er Jahre wurde der Ritterbrunnen zwischen Braunschweiger Schloss und Bohlweg schließlich im Rahmen verkehrspolitischer Neugestaltung des Areals mit dem ebenfalls umgestalteten und v. a. stark verbreiterten Bohlweg verbunden und stellt somit seither dessen östliche Weiterführung nach Norden da. Heute sind der sechsspurige Bohlweg (zusätzlich mit einer Straßenbahn-Doppeltrasse in seiner Mitte) und der Ritterbrunnen, der eine dreispurige Einbahnstraße nach Norden ist, viel befahrene Straßen in Braunschweigs Zentrum.